# Céline
Céline là thương hiệu quần áo may sẵn và da thuộc Pháp cao cấp được Céline Vipiana thành lập năm 1945. Công ty thuộc sở hữu của tập đoàn LVMH kể từ năm 1996. CEO của Céline là Séverine Merle (từ tháng 4 năm 2017).
Celine là thương hiệu thời trang cao cấp được thành lập vào năm 1945 bởi Céline Vipiana. Thương hiệu này thuộc sở hữu của tập đoàn LVMH kể từ năm 1996. CEO của Céline là Séverine Merle. Celine cực kỳ nổi tiếng với những sản phẩm cao cấp với thiết kế bắt mắt, khi ra mắt lập tức khiến các tín đồ thời trang điên đảo.
Ban đầu thương hiệu thời trang này sản xuất giày cho trẻ em, sau đó liên tiếp phát triển sang các sản phẩm nữ trang, quần áo cho phụ nữ. Vào năm 1960 thì hãng ra mắt bộ sưu tập ready-to-wear đầu tiên và sau đó liên tiếp thành công trong các bộ sưu tập mới được đông đảo khách hàng hưởng ứng nhiệt tình.

## Các cột mốc quan trọng
1945: Céline Vipiana và chồng là Richard đã thành lập Céline tại Paris. Khởi nguồn là một boutique thiết kế giày cho trẻ em tại đường 52 Malte. Vào năm 1948, công việc kinh doanh khởi sắc, đôi vợ chồng mở thêm 3 boutique nữa chuyên sản xuất giày cho các bé gái và thiếu nữ.
1950s: Céline bắt đầu tung ra những sản phẩm túi xách, da thuộc, nước hoa và khăn choàng lụa. Không lâu sau, thương hiệu này lấn sân sang lĩnh vực prêt-à-porter (đồ may sẵn) với những thiết kế tiện dụng cùng kiểu dáng thể thao, “casual chic” nhưng vẫn không mất đi độ tinh tế và thanh lịch.
1960s: Danh tiếng Céline lan tỏa mạnh mẽ với dòng sản phẩm prêt-à-porter, tạo nên một cuộc cách mạng hóa vào những năm 1960. Là một nhà tiên phong trong thời trang thể thao, dòng ready-to-wear của Céline đã thống lĩnh thị trường đang lên này.
Vào năm 1964, mùi hương Vent fou và bộ sưu tập phụ kiện American Sulky đã gây tiếng vang lớn. Ngoài ra, nhờ thành công của các sản phẩm da thuộc nổi bật về kiểu dáng cũng như chất lượng, Céline đã mở một nhà máy sản xuất da tại Frorence.
1970s: Chiếc túi canvas tạo nên thương hiệu của Céline ra đời, the C Sulky Canvas. Trong thời gian này, nhãn hàng không ngừng mở rộng thị trường, giới thiệu các boutique tại Monte Carleo, Geneva, Hong Kong, Lausanne, Toronto va Beverly Hills.
Vào năm 1973, Richard Viapiana thành lập nên Giải Céline-Pasteur, tài trợ cho bệnh viện American Hospital.
1990s: Vào năm 1996, Céline sát nhập vào LVMH Group (Moët Hennessy Louis Vuitton Inc.) và phát triển nhanh chóng dòng ready-to-wear cùng các bộ sưu tập phụ kiện. LVMH Group đã lựa chọn Michael Kors là nhà thiết kế chính của bộ sưu tập ready-to-wear của hãng. Ông trở thành Giám đốc Sáng tạo vào năm 1999. Kể từ đó, nhãn hiệu được biết đến với nhiều sản phẩm từ da thuộc như túi xách, loafers, găng tay và quần áo. Céline Vipiana là nhà thiết kế chính của hãng trong giai đoạn 1945-1997.
2000s: Vào năm 2004, Michael Kors rời Céline để chú tâm hơn vào thương hiệu riêng.
Năm 2005, nhà thiết kế người Ý Roberto trở thành Giám đốc Sáng tạo của hãng.
Một năm sau đó, nhà thiết kế đến từ Croatia, Ivana Omazic tiếp quản vị trí sáng tạo. Omazic là cựu tư vấn viên cho hãng và từng có thời gian làm việc với Romeo Gigli, Prada, Jil Sander và Miu Miu. Omazic thiết kế cho Céline đến năm 2008.
Phoebe Philo trở thành người kế vị vào năm 2008 sau khi rời khỏi Chloé. Với phong cách của Phoebe, Céline đã lấy lại được ưu thế và thịnh hành hơn bao giờ hết. Từ năm 1988 cho đến nay, Céline trực thuộc tập đoàn LVMH với Phoebe Philo đảm nhiệm vị trí giám đốc sáng tạo. Céline đã cố gắng vươn lên trở thành thương hiệu thời trang hàng đầu thế giới, với những tiêu chí tạo ra những sản phẩm xuất sắc chiếm được sự yêu thích của khách hàng có điều kiện.

## Phong cách thiết kế
Phong cách thời trang Céline là những sản phẩm hiện đại nhưng không kém phần quý phái. Ngày nay, Céline không ngừng nâng cao vị thế, tiến tới trở thành nhãn hiệu thời trang cao cấp. Trong hơn 70 năm tồn tại với hơn 100 cửa hàng trên toàn thế giới, Céline luôn là một nhãn hiệu Pháp bóng bẩy và sắc sảo, nổi tiếng với tình yêu khác thường dành cho phong cách thời trang “trên yên ngựa”. Trong thời đại rạng ngời của Philo, thương hiệu Céline đã phát triển phong cách “trang phục thể thao tiện dụng” cổ điển-mà-hiện-đại, nơi tông màu đơn sắc, nhẹ nhàng hòa hợp với nét nữ tính tươi tắn của thương hiệu, kết hợp cùng những loại vải cao cấp điểm xuyết nhiều đường cắt tối giản đáng chú ý.

## Cửa hàng
Hiện tại Céline đã có hơn 100 cửa hàng trên toàn thế giới. 
Trụ sở:
16 rue Vivienne, Paris, Pháp
Website: www.celine.com

## Thông báo
Vào ngày 21 tháng 1 năm 2018, LVMH thông báo Hedi Slimane trở thành giám đốc sáng tạo nghệ thuật và hình ảnh của Céline.

## Hình ảnh

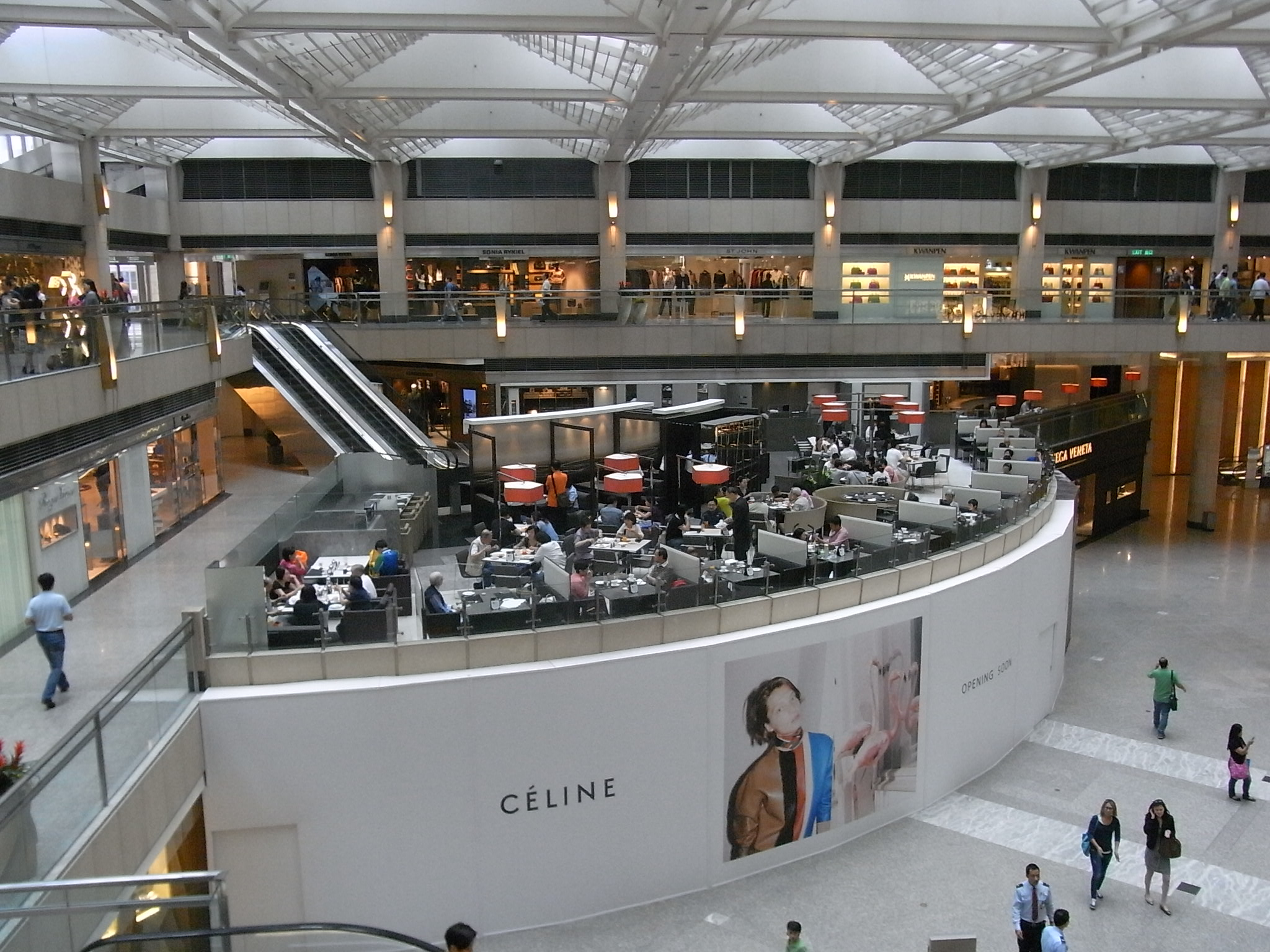